# 이리북일초등학교
이리북일초등학교는 대한민국 전북특별자치도 익산시 신동에 있는 공립 초등학교이다.

## 학교 연혁
- 1938년 3월 9일 북일공립심상소학교(4년제) 설립인가
- 1941년 4월 1일 북일공립국민학교 교명 변경
- 1942년 4월 1일 6년제 개편
- 1974년 7월 1일 이리북일국민학교 (교명 변경, 이리시 편입)
- 1984년 3월 8일 병설유치원 개원(1학급)
- 1996년 3월 1일 이리북일초등학교로 개칭
- 2022년 3월 1일 제33대 양재식 교장 부임
- 2023년 2월 10일 제80회 졸업(연인원 11,881명)
- 2023년 3월 2일 초등 7학급, 유치원 1학급 편성
- 2024년 2월 7일 제81회 졸업(연인원 11,916명)
- 2024년 3월 1일 초등 6학급, 유치원 1학급 편성

## 참고 자료
- 이리북일초등학교 - 한국교육학술정보원 학교알리미